# Росберг (Орегон)
Росберг (енгл. Roseburg) град је у америчкој савезној држави Орегон.

## Демографија
По попису из 2010. године број становника је 21.181, што је 1.164 (5,8%) становника више него 2000. године.
| Група             | 2000.          | 2010.          |
| Белци             | 18.312 (91,5%) | 18.578 (87,7%) |
| Афроамериканци    | 61 (0,3%)      | 97 (0,5%)      |
| Азијати           | 198 (1,0%)     | 341 (1,6%)     |
| Хиспаноамериканци | 746 (3,7%)     | 1.155 (5,5%)   |
| Укупно            | 20.017         | 21.181         |